# 欧阳山尊
欧阳山尊（1914年—2009年7月2日），原名欧阳寿，男，湖南浏阳人，中国话剧导演，欧阳予倩侄子。

## 生平
早年在上海求学，九一八事变后参与话剧演出，后考入浙江大学。1938年前往延安，次年加入中国共产党。在延安期间，欧阳山尊先后出任抗日军政大学总校文工团副团长、战斗剧社社长等职，创作并导演了多部话剧。
中华人民共和国成立后，欧阳山尊奉命参与组建北京人民艺术剧院，担任副院长、副总导演，直到1978年。在此期间，欧阳山尊导演了大量话剧，与焦菊隐、夏淳、梅阡并称为北京人艺四巨头。
2009年，欧阳山尊病逝于协和医院。